# Hippomedon
Hippomedon lub Hippomedont (Ἱππομέδων) – w mitologii greckiej jeden z siedmiu wodzów, którzy wzięli udział w wyprawie przeciwko Tebom.
Jego genealogia jest niepewna, uważano go za brata, bratanka lub siostrzeńca króla Argos Adrastosa, a jako jego ojca wymieniano Talaosa lub Aristomachusa. Był człowiekiem wysokiego wzrostu, silnym i odważnym, o donośnym głosie. W herbie miał umieszczonego potwora Tyfona z setką smoczych głów. Podczas wyprawy siedmiu wodzów na Teby poległ z ręki Ismarosa lub Hyperbiosa. Jego syn Polydoros wziął później udział w wyprawie Epigonów.
W Lernie niedaleko Argos znajdował się rzekomo zamek Hippomedona, którego ruiny oglądał w II wieku n.e. Pauzaniasz.